# 雨乞岳 (山梨県)
雨乞岳（あまごいだけ）は、山梨県北杜市にある標高2,037 mの山。赤石山脈の甲斐駒ヶ岳から鋸岳への尾根の途中から北に分かれた尾根にある。山頂近くから、甲斐駒ヶ岳、鳳凰三山、富士山を展望できる。山梨百名山の一つ。

## 概要
全山、花崗岩でできている。
古くから雨乞い信仰の山となっており、山頂近で雨乞い儀式が行われていた。これは、東側の流川源流に岩石を落として空気を震えさせ、その力で雨を降らせようというものであった。東山麓にある石尊神社では、山頂での雨乞い儀式に先だって参拝してから登ることとされていた。
山頂の南東にある水晶ナギ周辺では、かつて水晶の採掘が行われていた。

## 登山ルート
登山道は石尊神社から登るコースと、平久保池（ヴィレッヂ白州）から登るコースがある。後者の方が距離が短い。
平久保池から登るルートは、2006年度新しく整備されたものである。それまでは、石尊神社から登るルートのみであった。

## 周辺の山
- 鋸岳
- 甲斐駒ヶ岳
- 日向山
- 鞍掛山